# Nimo KG
Nimo-KG AB konstruerar och tillverkar maskiner för intern produkthantering. Företagets lyft- och tömningsutrustning (KG-lyften) har under årens lopp gjort företaget till ett globalt varumärke i tillverkningsindustrin och livsmedelsbranschen. Nimo KG:s kontor är beläget i Kågeröd i södra Sverige. Verksamheten startade 1958 och grundades som aktiebolag 1963.
Under 2023 sålde torskåpstillverkaren Nimoverken hela sitt innehav i Nimo-KG till nederländska bolaget van Oirschot Beheer B.V. som i dag äger bolaget.